# José Saavedra Banzer
José Saavedra Banzer (Santa Cruz de la Sierra, 5 de junio de 1940-La Paz, 3 de abril de 2013) fue un connotado empresario y dirigente deportivo boliviano.
Fue un próspero empresario que emprendió una serie de negocios en Bolivia y en el exterior del país. Empresario de transportes y comunicaciones fue fundador de la empresa Metrobol, administró la parte boliviana del Ferrocarril Arica-La Paz y creó la primera operadora nacional de cable, Multivisión.

## Dirigente Deportivo
Era conocida su gran afición por el fútbol, destacándose como dirigente deportivo en dos de las instituciones deportivas más importantes de Bolivia como fueron Always Ready y The Strongest, lo que lo llevó a ser en los 90 uno de los directivos de la Federación Boliviana de Fútbol más importante del siglo XX.

### Presidente de Always Ready
Sus inicios como dirigente deportivo los realizó en el Club Always Ready de la ciudad de La Paz a mediados de los años 70, hasta que en 1976 fue elegido presidente de la institución, cargo que ostentó hasta el año 1978, siendo en este periodo uno de los más importantes impulsores de la creación de la Liga del Fútbol Profesional Boliviano.

### Presidente del Club The Strongest
Sin embargo, su predilección por el Club The Strongest era evidente, institución con los que había establecido fuertes vínculos, a tal grado que cuando dejó la presidencia del C.A.R. pasó inmediatamente a formar parte de la directiva de este club hasta que fue nombrado copresidente de la institución junto con don Jaime Pando Gómez en 1980 en un periodo donde The Strongest logró el Subcampeonato del Torneo de la Liga de ese año.
En los siguientes años siguió con su labor dirigencial en el club, hasta que en 1984 es nuevamente elegido presidente de la institución, esta vez ocupando el cargo en solitario, por solamente ese año, para posteriormente seguir vinculado en la institución en diversos cargos.
| Predecesor: Mario Oxa Bustos | Presidente de The Strongest 1980 | Sucesor: Mario Oxa Bustos |

| Predecesor: Rodolfo Flores Morelli | Presidente de The Strongest 1984 | Sucesor: Roberto Quinteros |

### Presidente de la Federación Boliviana de Fútbol[1]
Su gran labor dirigencial en dos de los más importantes clubes de fútbol del país lo llevaron a ser presidente de la FBF en dos gestiones. La primera fue de 1990 a 1992 en las que estuvo a cargo de organizar a la Selección de Bolivia que iría a participar en la Copa América 1991 en Chile.
Sin embargo su labor más destacada en esta institución fue la que realizó en su siguiente legislatura.
En 1993, durante las eliminatorias para el Mundial de Estados Unidos, la Selección de fútbol de Bolivia logró la increíble hazaña de quitarle a la de Brasil su legendario invicto en esta clase de competiciones. Nunca equipo alguno había logrado ganar a la 'canarinha' en eliminatorias mundialistas, hasta que en La Paz el 25 de julio de 1993, Brasil cayó por 2 goles a 0.
Esto motivó una seria reclamación de las más poderosas federaciones de fútbol sudamericanas ante la FIFA por la supuesta ventaja que otorgaba la altura a los que estaban acostumbrados a vivir en ella, en detrimento a los habitantes de los llanos que se ahogaban al subir a las ciudades de los Andes, por lo que la FIFA decidió en 1996 vetar a la altura, es decir, prohibir jugar partidos oficiales a más de 1.000 metros de altura sobre el nivel del mar, lo que dejaba a Bolivia sin 5 de sus 6 Estadios de capacidad mayor a 30.000 espectadores.
Esto motivó una gran movilización de parte de los más importantes dirigentes deportivos, entre los que estaba don José Saavedra, connotado dirigente de The Strongest recientemente elegido presidente de la FBF, que junto con otros personajes como el expresidente de Bolivia, Carlos Mesa, organizaron una delegación boliviana que revirtiera este veto a los estadios bolivianos.
Saavedra tenía excelentes relaciones con los principales dirigentes del fútbol sudamericano, así que después de realizar una gira pos Sudamérica buscando apoyos, se encaminó, presidiendo la delegación, a Zúrich donde logró una gran victoria diplomática al lograr en el año 1996 que la FIFA diera marcha atrás, al menos en esa década.
Su presidencia en la Federación Boliviana de Fútbol, fue ejercida con notable éxito, pues fue además el encargado de organizar la Copa América 1997 para lo cual creó la 'Comisión Organizadora' que preparó de forma impecable las 5 sedes del torneo (4 de ellas a una altura superior a los 2.000 metros sobre el nivel del mar), consiguiendo además en este torneo, el tercer máximo logro de la Selección de fútbol de Bolivia que después de ser Campeón del Campeonato Sudamericano 1963 y la Clasificación a la Copa Mundial de Fútbol de 1994, logró el Subcampeonato de la Copa América 1997.
Murió en la madrugada del 3 de abril de 2013 a la edad de 72 años.
| Predecesor: Alfredo Salazar Rivas | Presidente de la Federación Boliviana de Fútbol 1990-1992 | Sucesor: Guido Loayza Mariaca |

| Predecesor: Guido Loayza Mariaca | Presidente de la Federación Boliviana de Fútbol 1994-1998 | Sucesor: Sergio Asbún Yacir |